# Syr Darya
Syr Darya (tiếng Kazakh: Сырдария; tiếng Tajik: Сирдарё; tiếng Uzbek: Sirdaryo;
tiếng Ba Tư: سيردريا, chuyển tự Syrdarya hay Sirdaryo) là một sông ở Trung Á, đôi khi còn gọi là Jaxartes hay Yaxartes từ tên gọi theo tiếng Hy Lạp cổ đại ὁ Ιαξάρτης.
Con sông này bắt nguồn bằng hai đầu nguồn trong dãy Tengri Tagh ở Kyrgyzstan và đông Uzbekistan và chảy trong khoảng 2.212 km (1.380 dặm) theo hướng tây và tây bắc qua miền nam Kazakhstan tới phần còn lại của biển Aral. Dọc theo luồng chảy của mình, nó tưới tiêu cho phần lớn các khu vực đất màu mỡ trồng bông của toàn bộ khu vực Trung Á, cùng với việc cấp nước cho các thành phố như Kokand, Khujand, Kyzyl-Orda và Turkestan.
Nhiều hệ thống kênh đào, chủ yếu xây dựng trong thế kỷ 18 bởi Hãn quốc Kokand, mở rộng các khu vực mà con sông này chảy qua. Việc mở rộng đáng kể các kênh tưới tiêu trong thời kỳ Liên bang Xô viết để tưới tiêu cho các cánh đồng bông đã làm trầm trọng thêm các vấn đề sinh thái trong khu vực, làm cho con sông này cạn kiệt nhanh trước khi chảy tới biển Aral và làm cho con sông này nhỏ bé lại so với kích thước trước đây của nó. Cùng với hàng triệu người đang định cư trong các khu vực trồng bông thì những vấn đề này đối với con sông hiện nay vẫn chưa có lời giải đáp.
Tên gọi này có nguồn gốc từ tiếng Ba Tư và đã được sử dụng từ rất lâu ở phương Đông, nhưng lại là tương đối mới đối với người phương Tây; có lẽ chỉ mới có từ đầu thế kỷ 20, trước đây chủ yếu người ta biết đến nó theo các tên gọi của người Hy Lạp cổ đại. Hoàng đế Ba Tư là Cyrus Đại Đế đã thiết lập thành phố mới Cyropolis bên sông Jaxartes, nay là Takijistan. Gần đây, theo nhà sử học Herodotos, ông tiến đánh người Massagetae vào năm 530 TCN. Người Massagetae là một tộc người Scythia, do Nữ vương Tomyris trị vì. Đại quân Ba Tư vượt sông Jaxartes; và, trong một trận chiến giữa Nữ vương Tomyris và Hoàng đế Cyrus Đại Đế, ông tử trận. Nhưng nhà sử học Berossus lại ghi nhận khác, theo đó ông gây chiến với các cung thủ Dahae ở phía Tây Bắc thượng nguồn sông Syr Darya, và tử trận. Sử cũ của nhà sử học Ctesias lại cho hay, Hoàng đế Cyrus Đại Đế thảo phạt người Derbices ở Đông Bắc thượng nguồn sông Syr Darya, và bị trúng lao nên tử thương. Song, sau đó, viện binh kéo đến, người Derbices đại bại và vùng đất của họ bị sáp nhập vào Đế quốc Ba Tư.
Sông Jaxartes là đường đánh dấu ranh giới xa nhất về phía bắc trong cuộc viễn chinh của vua Alexandros Đại Đế xứ Macedonia. Các nhà sử học Hy Lạp đã cho rằng tại đây vào năm 329 TCN, vua Alexandros Đại Đế đã lập ra thành phố Alexandria Eschate (một cách văn chương là "Alexandria-nơi xa nhất") như là một pháo đài vĩnh cửu. Thành phố này hiện nay có tên gọi là Khujand. Trước sự quấy nhiễu của người Scythia, ông cũng kéo quân vượt sông để đánh trận Jaxartes với họ vào năm 329 TCN, người Scythia thất bại nặng nề. Với việc vua Alexandros Đại Đế chiếm được các thành phố kiên cường và giành chiến thắng huy hoàng trước tộc người hùng mạnh, vua người Scythia phải thần phục ông. Chiến thắng oanh liệt trước tộc người bất khả chiến bại Scythia đã đem lại phấn khởi cho Vương quốc Macedonia hùng cường.

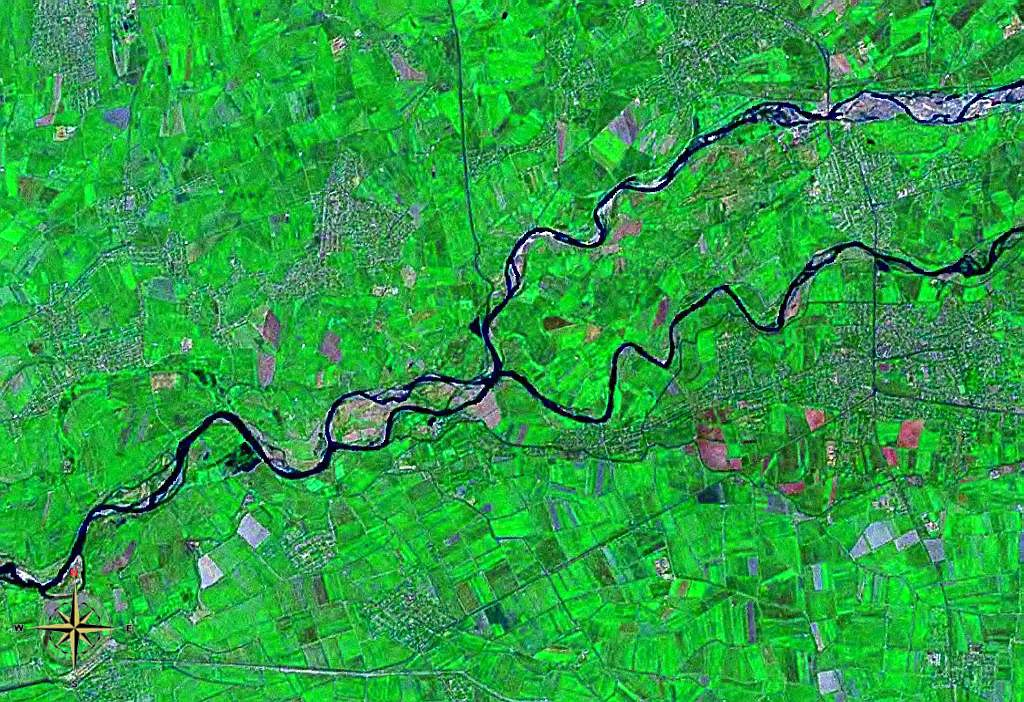
Dòng chảy của Naryn và Kara Darya
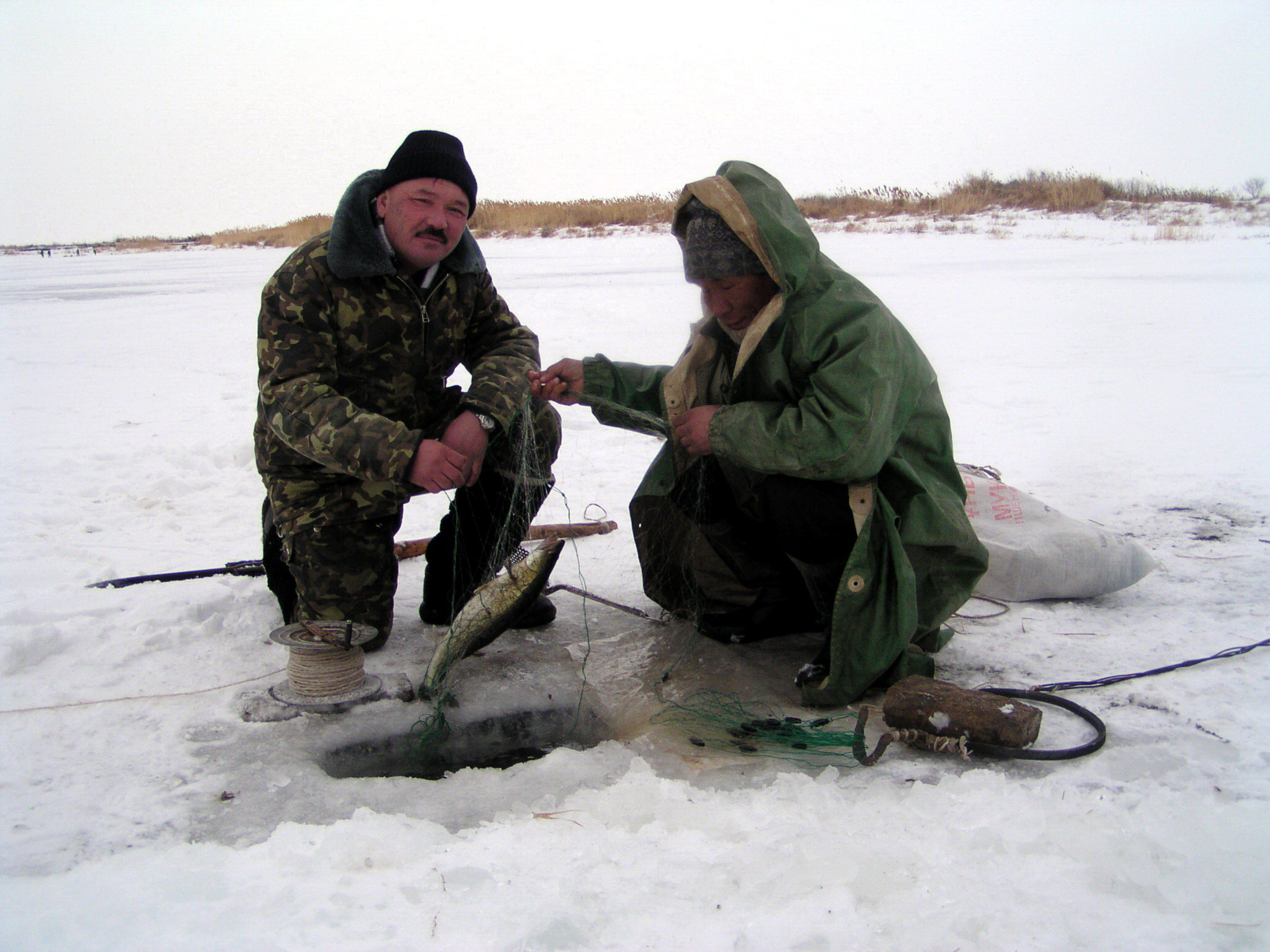
Bắt cá trên mặt sông băng

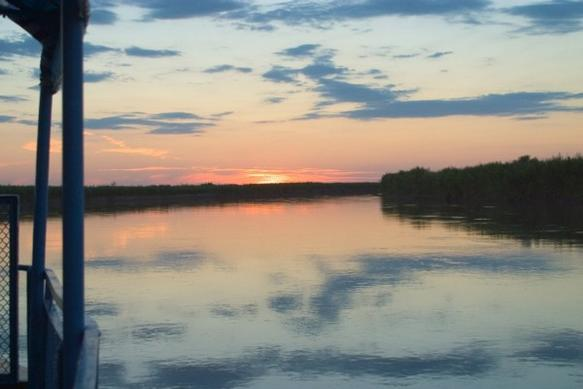
Hoàng hôn
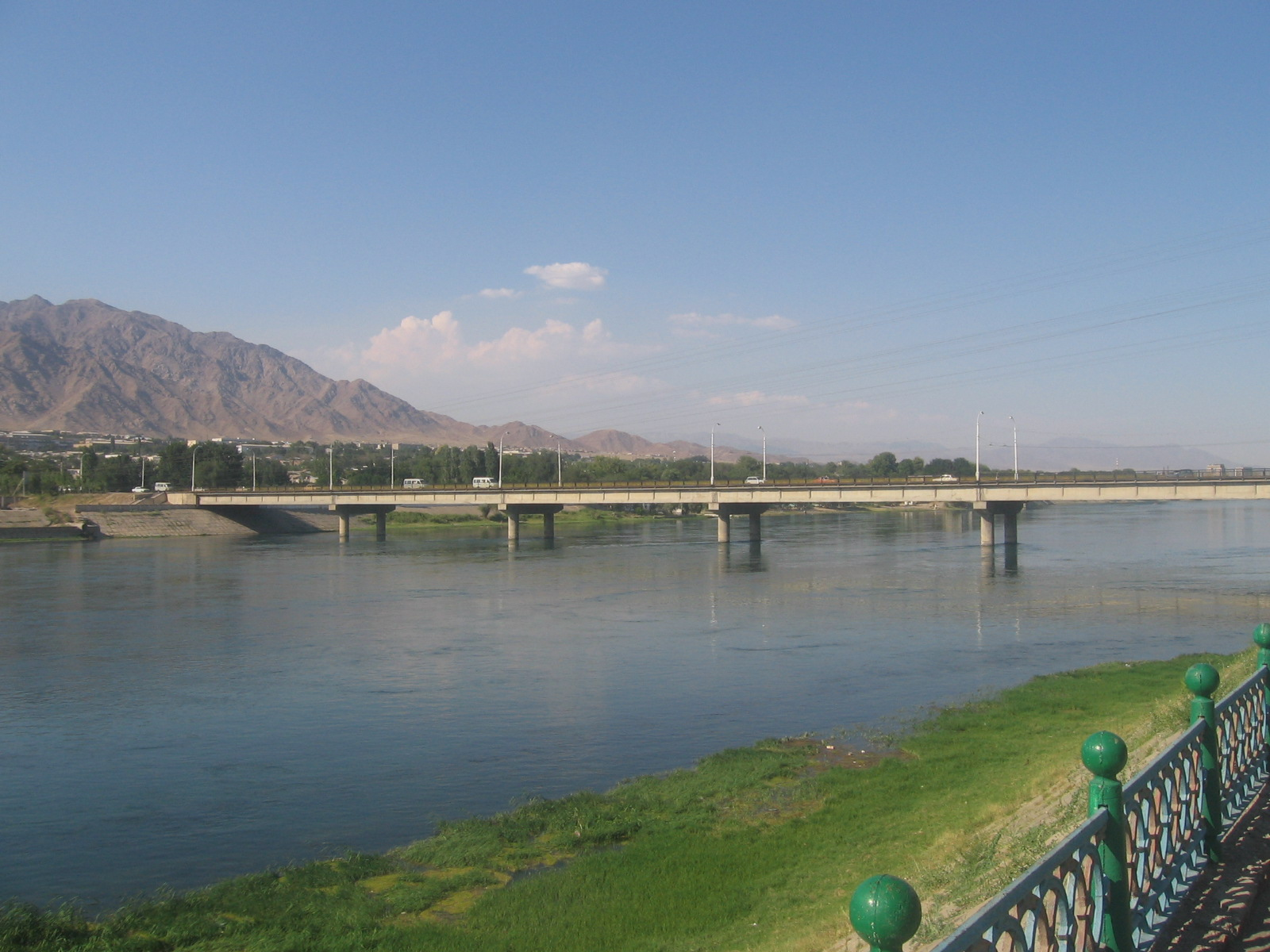
Khujand, Tajikistan